# Pelochrista aureliana
Pelochrista aureliana es una especie de polilla perteneciente al género Pelochrista, categorizada en la tribu Eucosmini, de la subfamilia Olethreutinae.

## Distribución
Se distribuye por Rumania.

## Taxonomía
Fue descrita por Popescu-Gorj en 1984 y publicada por primera vez en Trav. Mus. Hist. Nat. Gr. Antipa 25: 233.